# Rolf Winau
Rolf Winau (* 25. Februar 1937 in Düsseldorf; † 15. Juli 2006) war ein deutscher Medizinhistoriker. Unter seiner Leitung wurde das Institut für Geschichte der Medizin an der Freien Universität Berlin zu einer der größten Einrichtungen auf diesem Gebiet in Deutschland.

## Leben

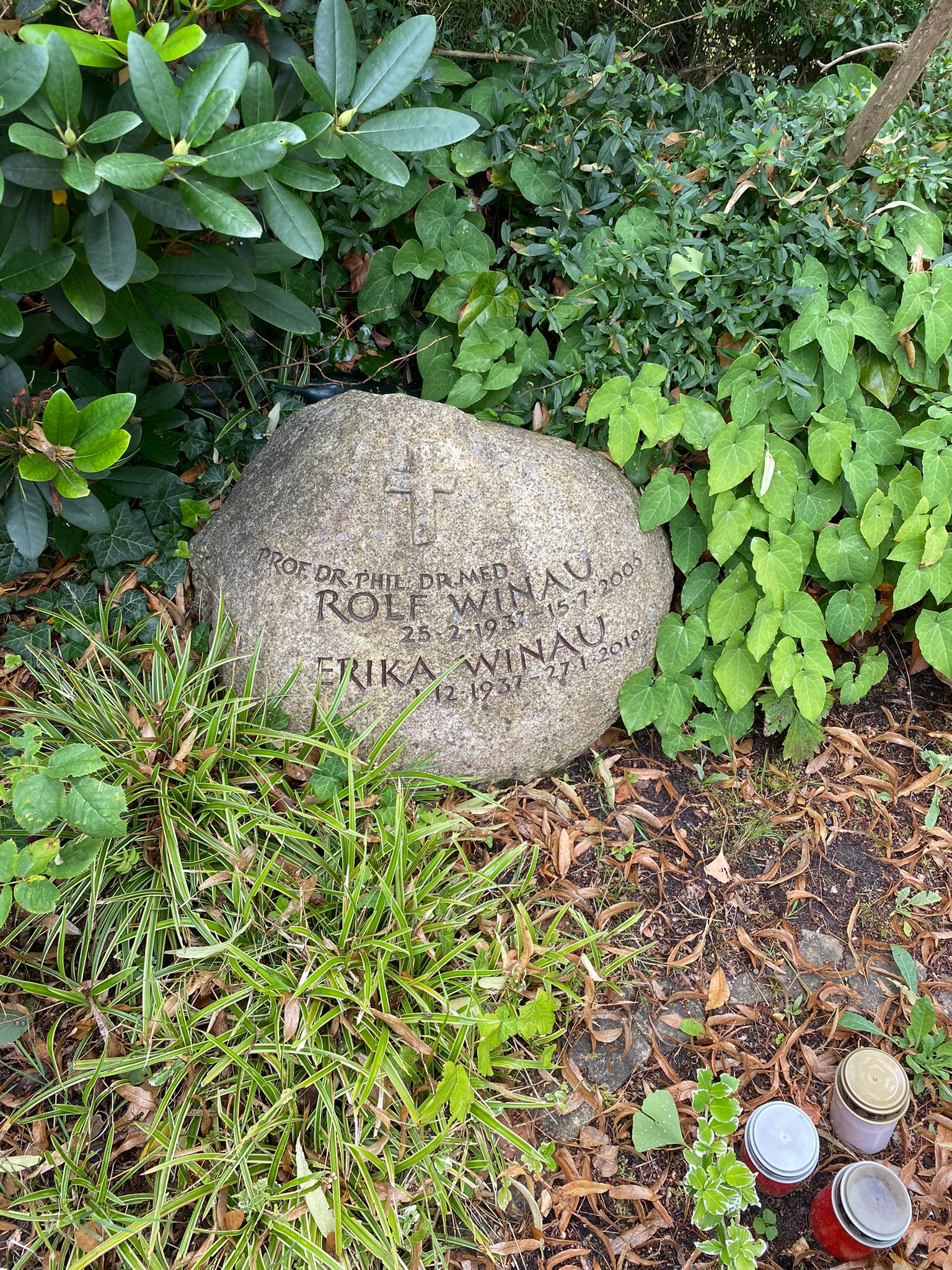
Grabstätte auf dem St. Matthias-Friedhof

Nach Promotionen in Geschichte und Medizin wurde Winau 1976 an die FU Berlin als Professor berufen. Zusammen mit Gerhard Baader und anderen Mitarbeitern forschte Winau am Institut für Geschichte der Medizin der Freien Universität Berlin intensiv auf dem Gebiet „Medizin im Nationalsozialismus“. In den 1980er Jahren gehörte er mit Werner Friedrich Kümmel, Fridolf Kudlien, Eduard Seidler, Gunter Mann und Gerhard Baader zu den Institutsdirektoren, die damit begannen, die Medizin im Nationalsozialismus in den Mittelpunkt ihrer Forschungen zu stellen. Ein weiterer Schwerpunkt war die Geschichte der Medizin in Berlin, zu dem er mit der Berliner Gesellschaft für Geschichte der Medizin kooperierte.
Nach der Wende 1989 war Winau aktiv an der Umstrukturierung der verschiedenen Einrichtungen in Berlin beteiligt. Heute befindet sich „sein“ Institut an der Charité. Rolf Winau war zudem einer der Mitherausgeber von Sudhoffs Archiv.
Seine letzte Ruhestätte fand Winau auf dem Berliner St. Matthias-Friedhof. 

## Veröffentlichungen (Auswahl)
- als Hrsg. mit Gunter Mann: Medizin, Naturwissenschaft, Technik und das Zweite Kaiserreich. Vandenhoeck und Ruprecht, Göttingen 1977.
- Chinesische Pulsdiagnostik im 17. Jahrhundert in Europa. In: Christa Habrich, Frank Marguth, Jörn Henning Wolf (Hrsg.) unter Mitarbeit von Renate Wittern: Medizinische Diagnostik in Geschichte und Gegenwart. Festschrift für Heinz Goerke zum sechzigsten Geburtstag, München 1978 (= Neue Münchner Beiträge zur Geschichte der Medizin und Naturwissenschaften: Medizinhistorische Reihe. Band 7/8), ISBN 3-87239-046-5, S. 61–70.
- mit Ekkehard Vaubel: Chirurgen in Berlin. 100 Portraits. De Gruyter, Berlin / New York 1983, ISBN 3-11-009798-2.
- als Hrsg. mit Hans Peter Rosemeier: Tod und Sterben. De Gruyter, Berlin / New York 1984, ISBN 3-11-010001-0.
- als Hrsg. mit Gerhard Baader: Die hippokratischen Epidemien. Theorie – Praxis – Tradition. Verhandlungen des Ve Colloque International Hippocratique, veranstaltet von der Berliner Gesellschaft für Geschichte der Medizin in Verbindung mit dem Institut für Geschichte der Medizin der Freien Universität Berlin, 10.–15.9.1984 (= Sudhoffs Archiv. Beiheft 27). Franz Steiner Verlag, Stuttgart 1984, ISBN 3-515-04559-7.
- als Hrsg. mit Christian Pross im Auftrag der Berliner Gesellschaft für Geschichte der Medizin: Nicht mißhandeln: Das Krankenhaus Moabit. Edition Hentrich, Frölich u. Kaufmann, Berlin 1984 (= Deutsche Vergangenheit: Stätten der Geschichte Berlins. Band 5), ISBN 3-88725-109-1.
- Medizin in Berlin. De Gruyter, Berlin / New York 1987, ISBN 3-11-010476-8.
- als Hrsg. mit Wilhelm Treue: Berlinische Lebensbilder II. Mediziner. Colloquium-Verlag, Berlin 1987.
- als Hrsg. mit Wolfram Fischer, Klaus Hierholzer, Michael Hubenstorf und Peter Th. Walther: Exodus von Wissenschaften aus Berlin. Fragestellungen – Ergebnisse – Desiderate. Entwicklungen vor und nach 1933. Berlin-Brandenburgische Akademie der Wissenschaften. Arbeitsgruppe Exodus von Wissenschaften aus Berlin, de Gruyter, Berlin 1994, ISBN 978-3-11-013945-7.
- als Hrsg. mit Bernd Holdorff: Geschichte der Neurologie in Berlin. De Gruyter, Berlin 2001, ISBN 978-3-11-016913-3.